# 다키니

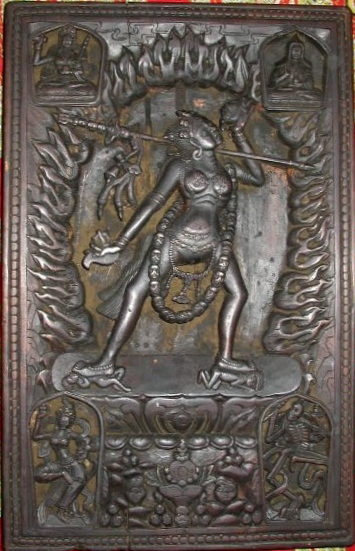

다키니(산스크리트어: डाकिनी ḍākinī, 티베트어: མཁའ་འགྲོ་མ་)는 불교와 힌두교에 나오는 야차녀(夜叉女)다. 인육이나 인간의 정기를 먹고 산다. 다키니가 무엇인지에 대해서는 종단이나 종파에 따라 하는 얘기가 다 다르다.
힌두교 문헌(바가바다 푸라나, 브라흐마 푸라나, 마르칸데야 푸라나, 카타사리트사가라)이나 당밀교에서는 다키니가 종족명이다. 네팔 불교와 티베트 불교에서는 깨달음의 에너지가 무시무시한 여자의 모습으로 나타나는 것으로 묘사된다. 영적으로 개화한 인간 여자를 다키니라고도 한다. 일본에서는 다기니천(荼枳尼天)이라는 단일한 여신으로, 비로자나불 때문에 불교로 귀의했다고 한다. 신토의 농업신 이나리 오미카미와 융합되어 여우가 다기니천의 상징이 되었다.